# 比亚迪K8
比亚迪K8，是一款由比亚迪汽车生产的纯电动巴士。另有双层版，型号为K8S。

## 介紹
比亚迪纯电动客车K8整车长10.49米，采用磷酸锂铁电池，全铝合金车身，两级踏步结构设计，采用空气式机械悬架。

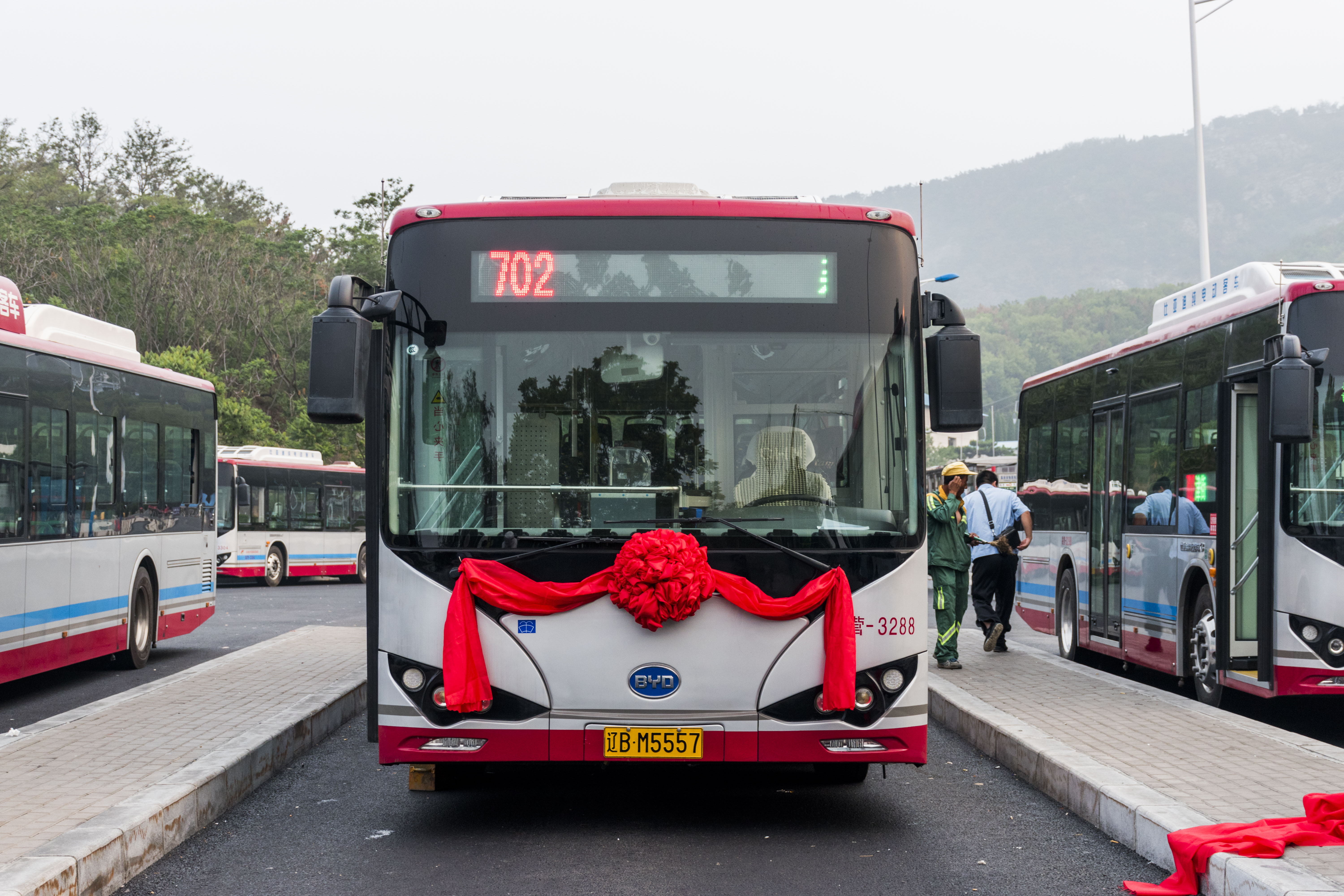
运行于大连公交702路的比亚迪K8
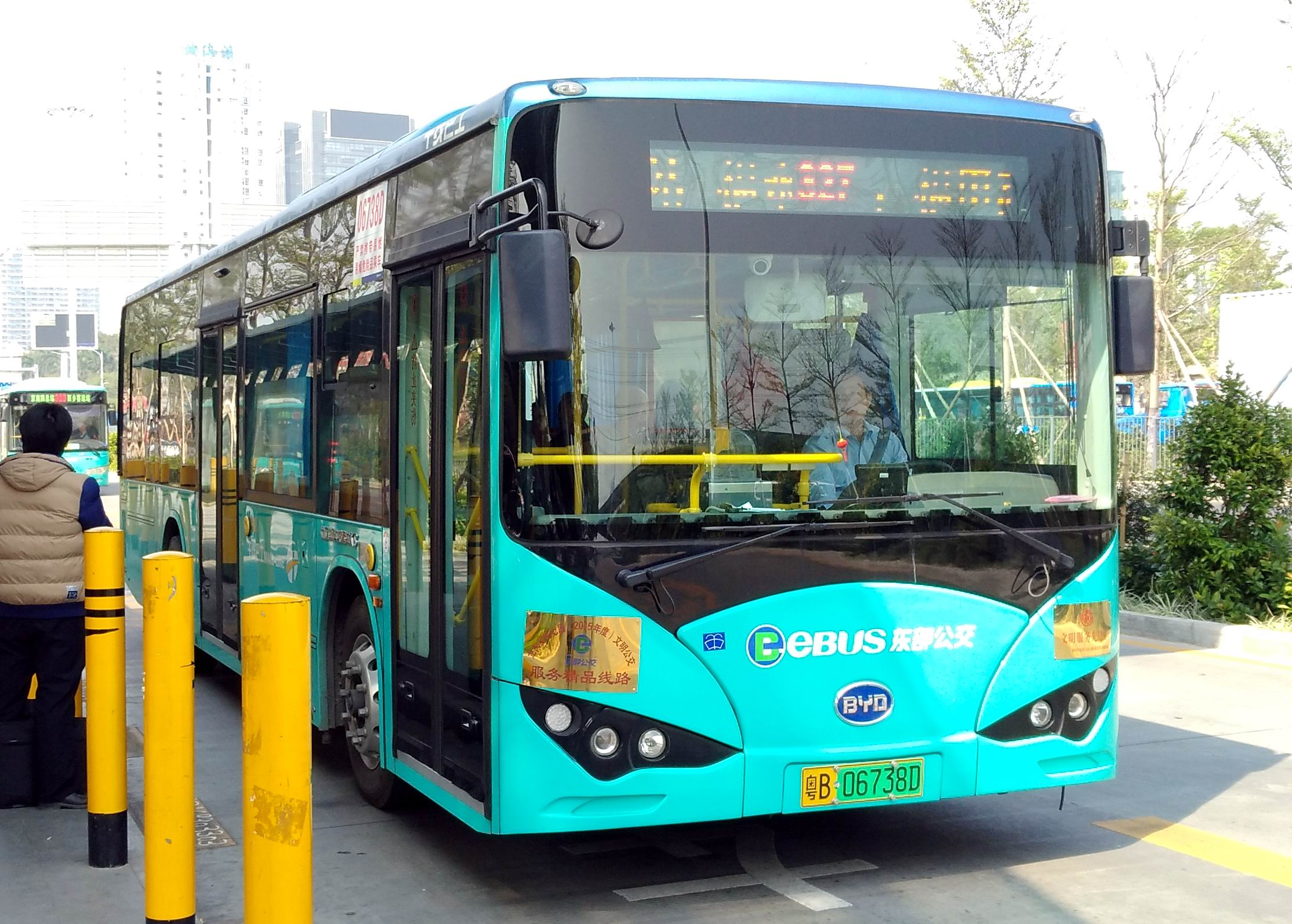
运行于深圳公交327路的比亚迪K8
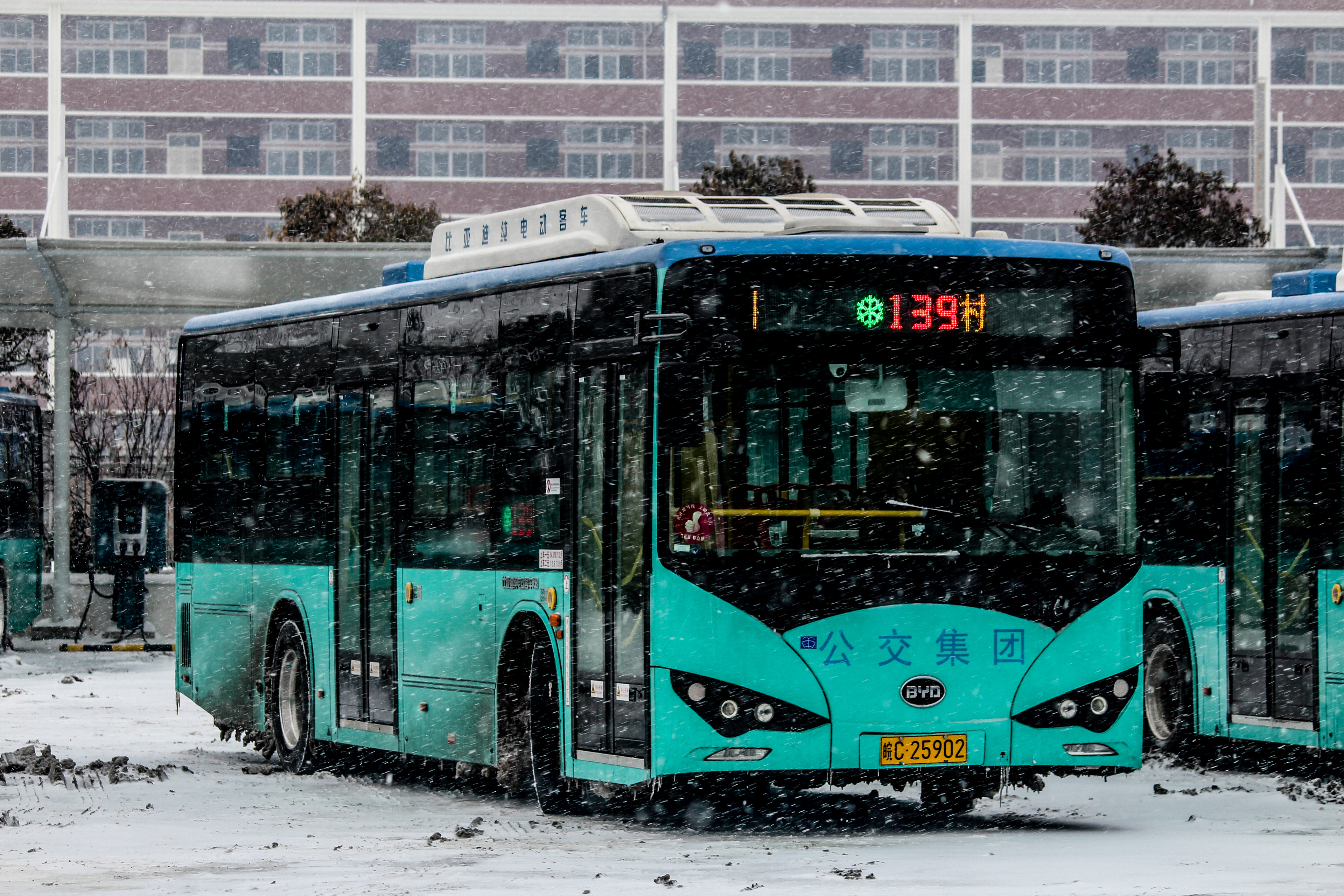
运行于蚌埠公交139路的比亚迪K8
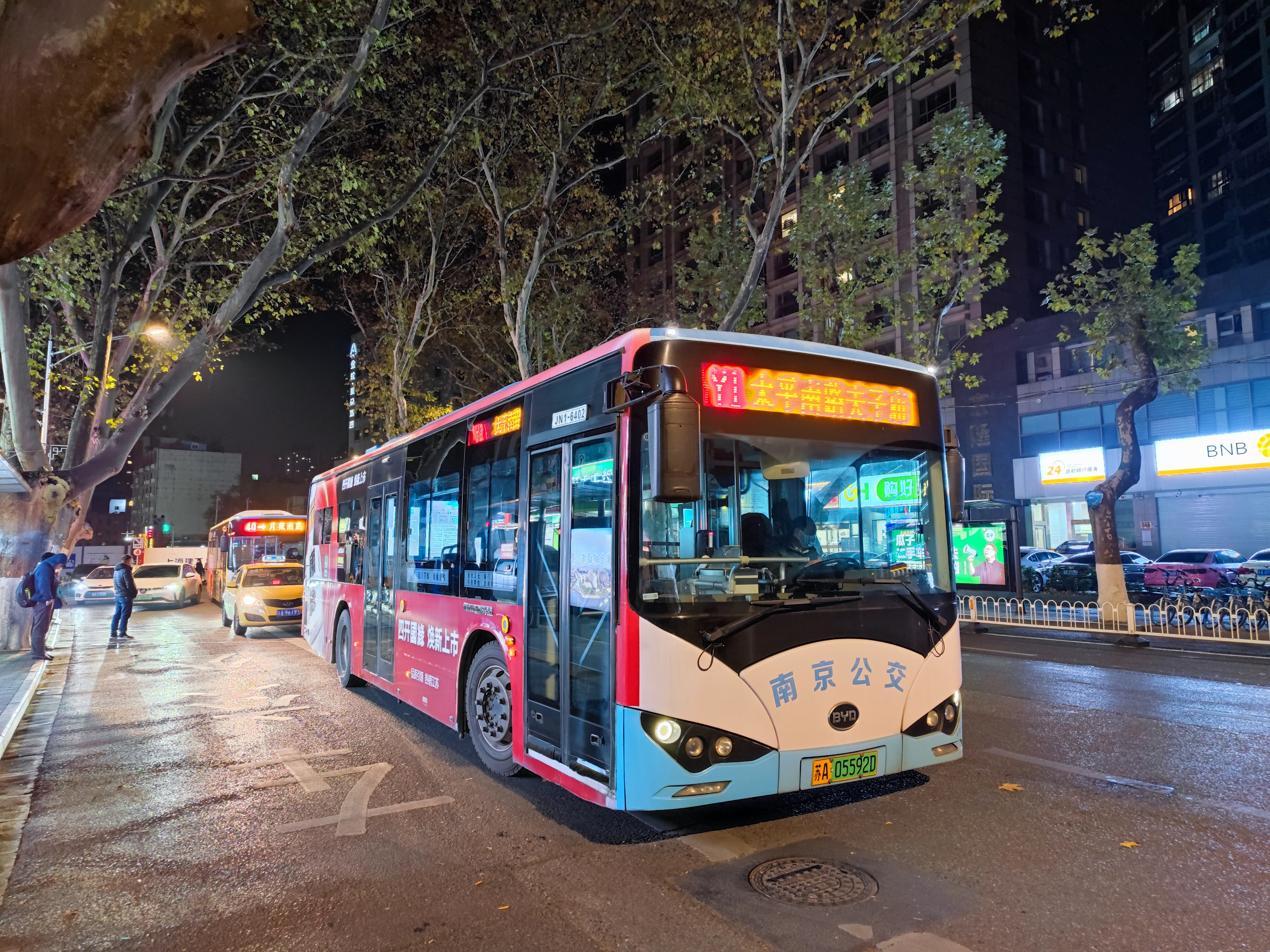
运行于南京公交Y1路的比亚迪K8
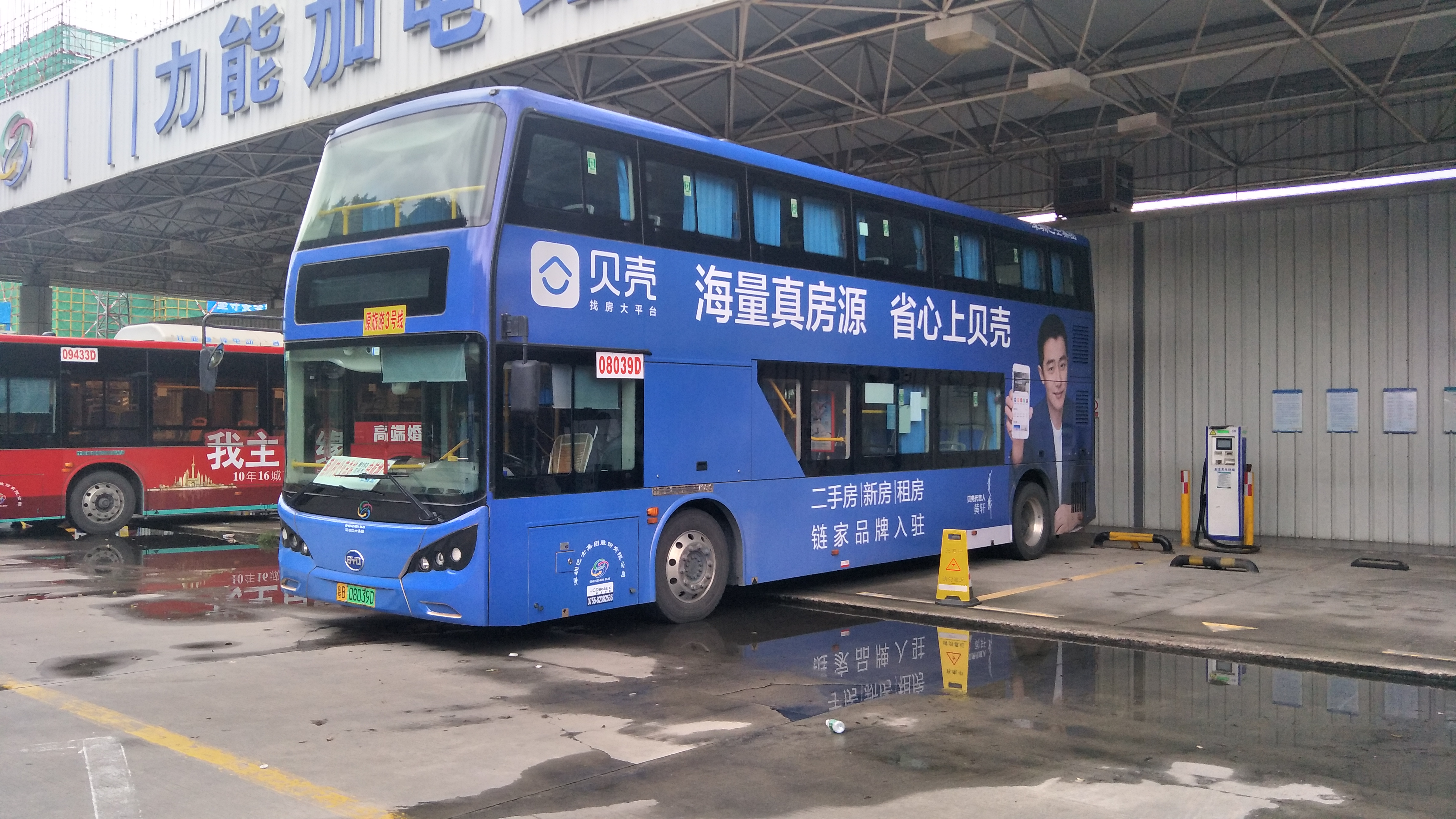
深圳巴士集团比亚迪K8S双层巴士
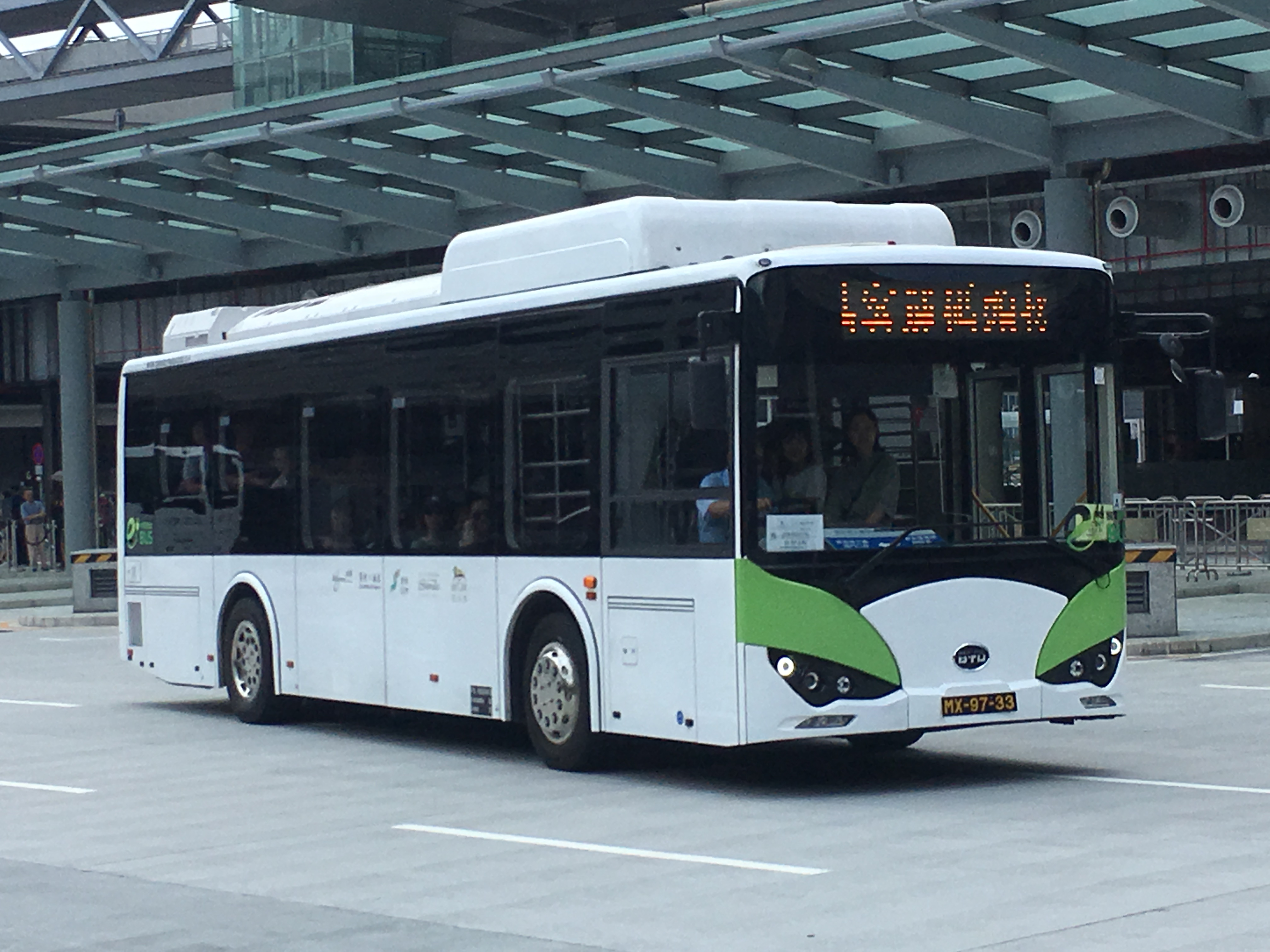
行駛於港珠澳大橋綜合渡假村接駁線的比亞迪K8

## 二層規格
兩層版本的製造名稱為 K8S。 除中國大陸外，也出口到英國，並在倫敦運作。

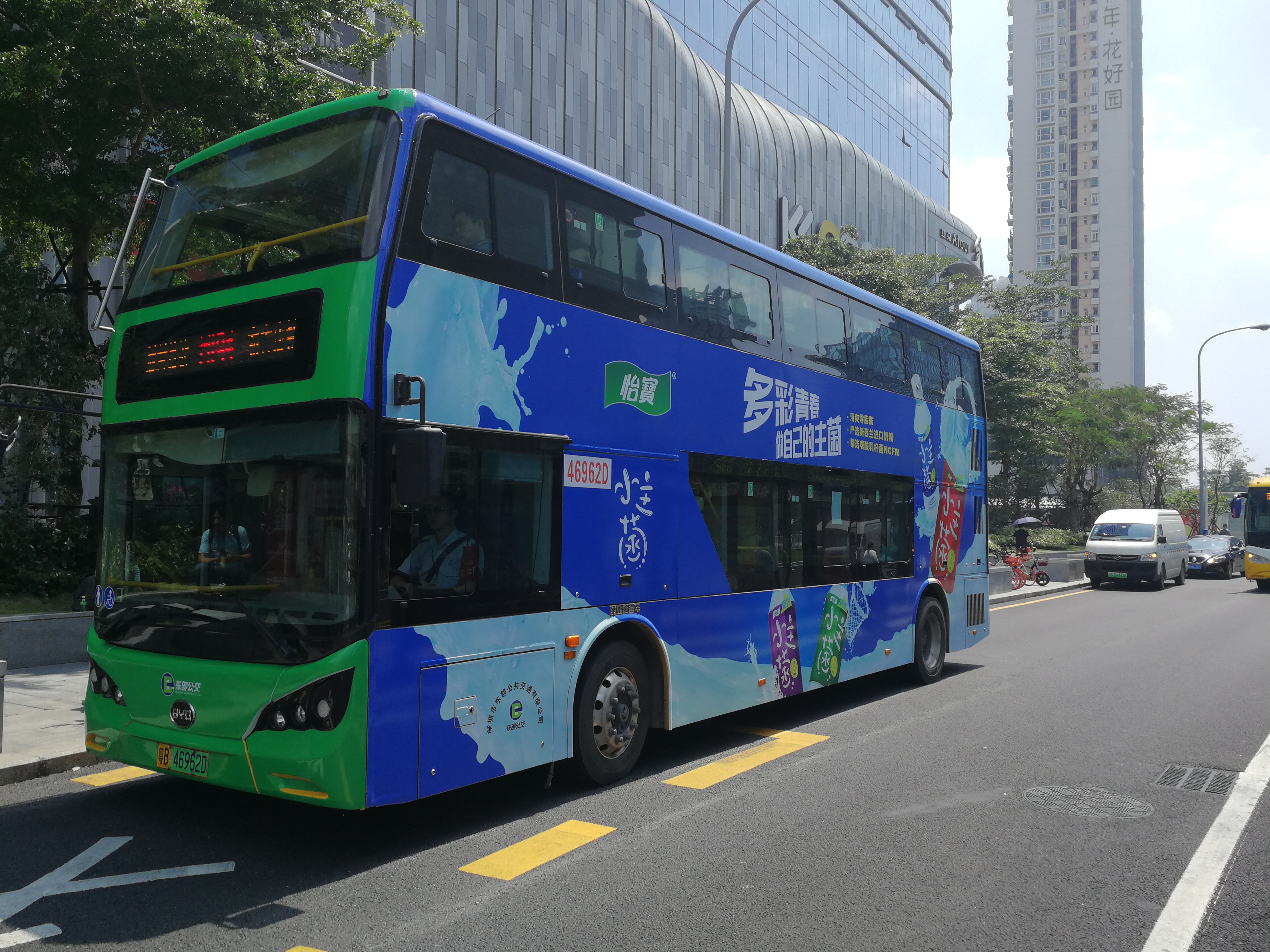
K8S 深圳公交
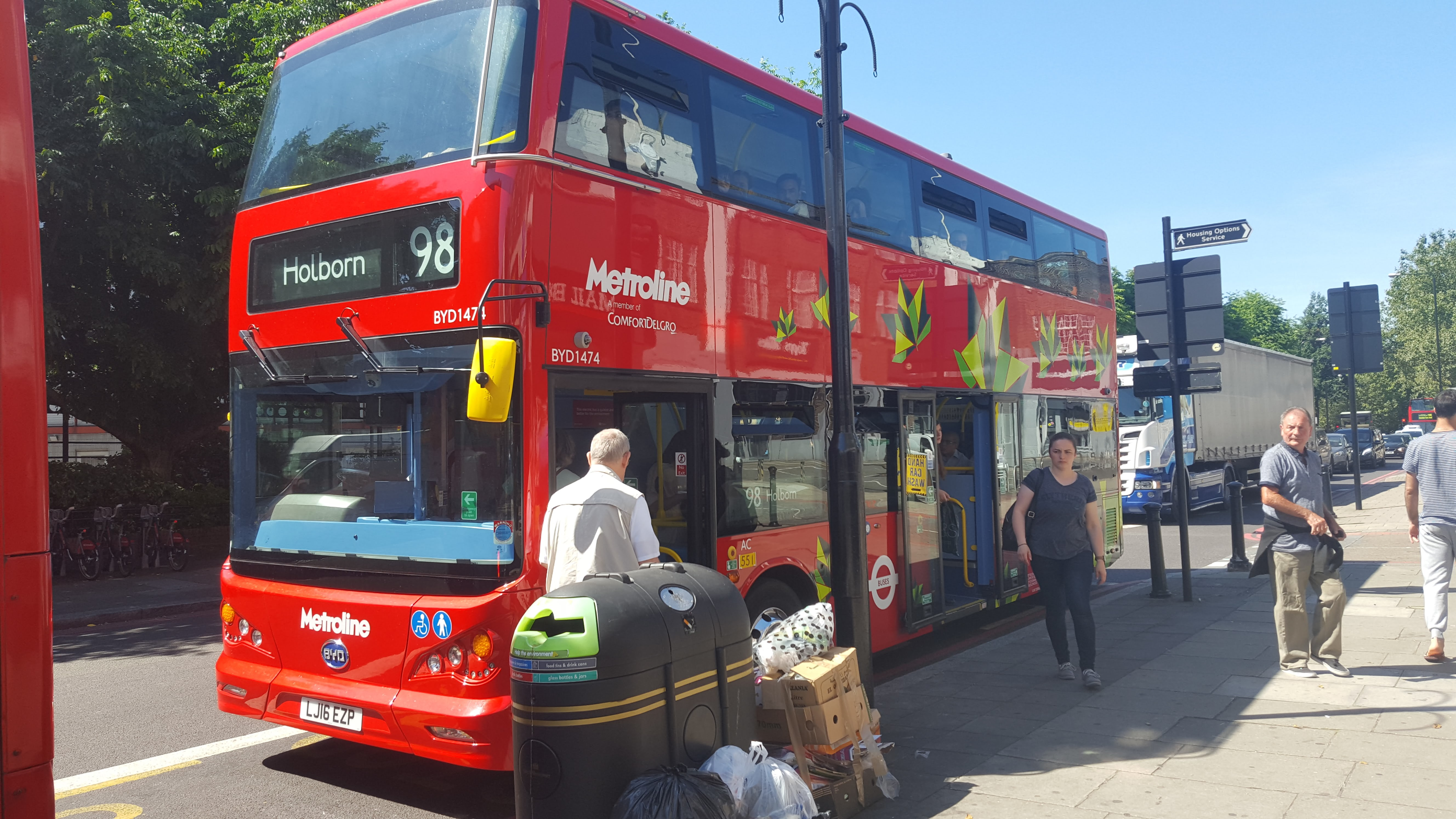
K8S 英國規格的車

## 日系規格的車
2020年開始對日本的出口。日系規格的車，根據日本道路運輸車輛法的安全標準，設立了其他國家沒有的右後方緊急出口。全長10.5m，比2015年日本引進的K9（全長12.0m）短，且車輛規格（包括尺寸）與日本製造的大型客車相似，因此將取代K9的企業數量正在增加。2022年將全面改型為2.0，基於B10打造。引入將於2024年開始。

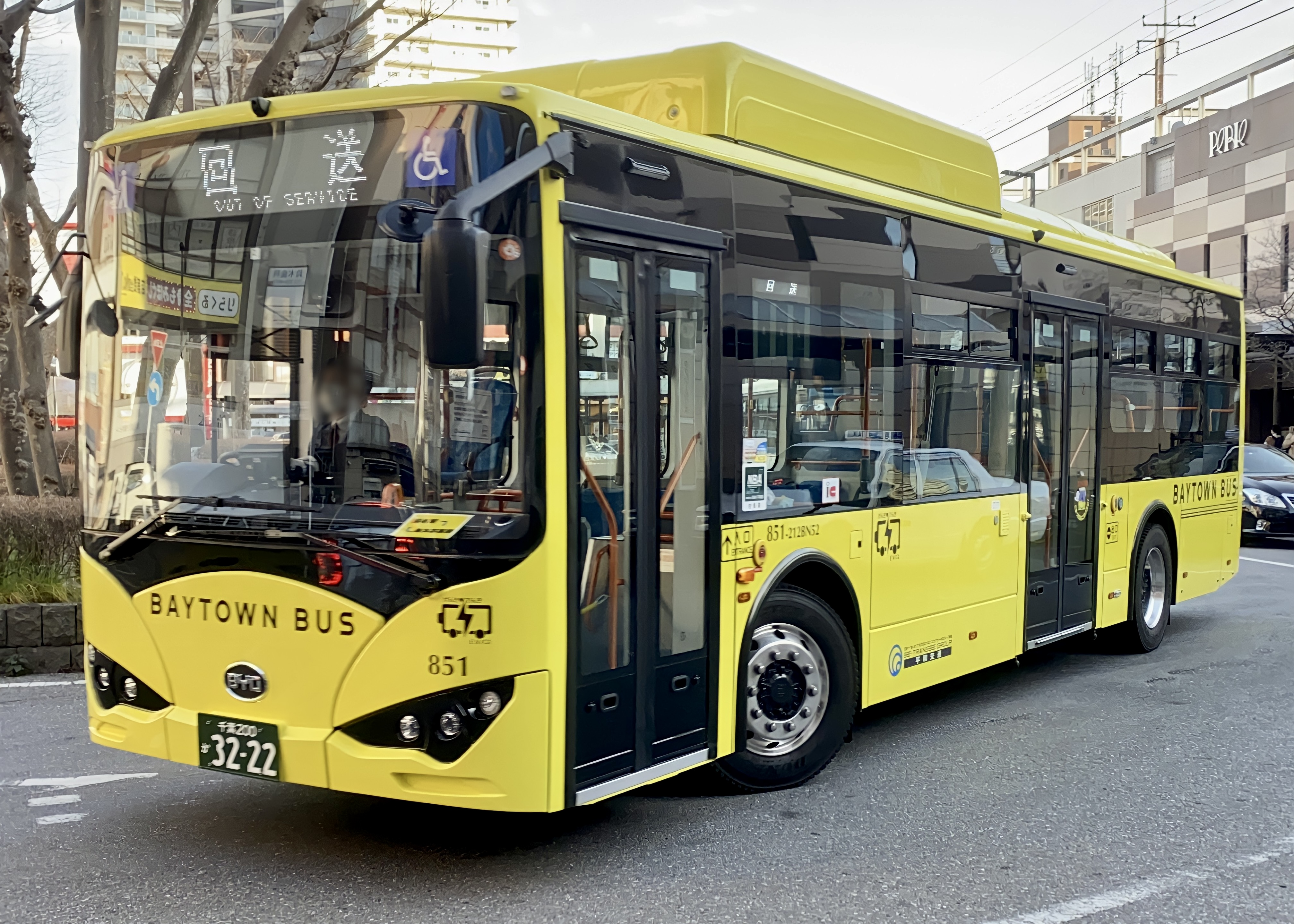
K8 1.0 日系規格的車
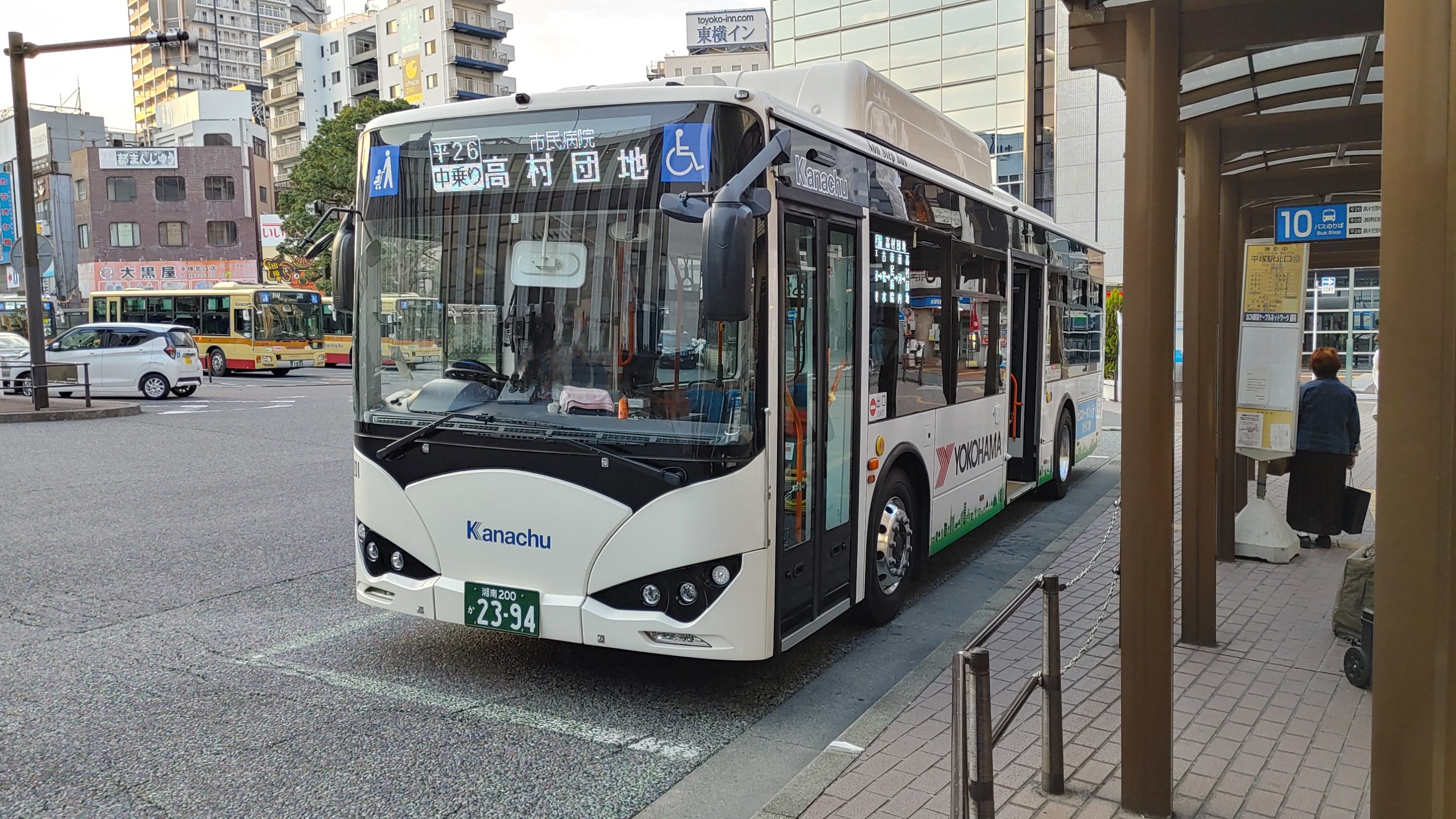
K8 1.0 日系規格的車
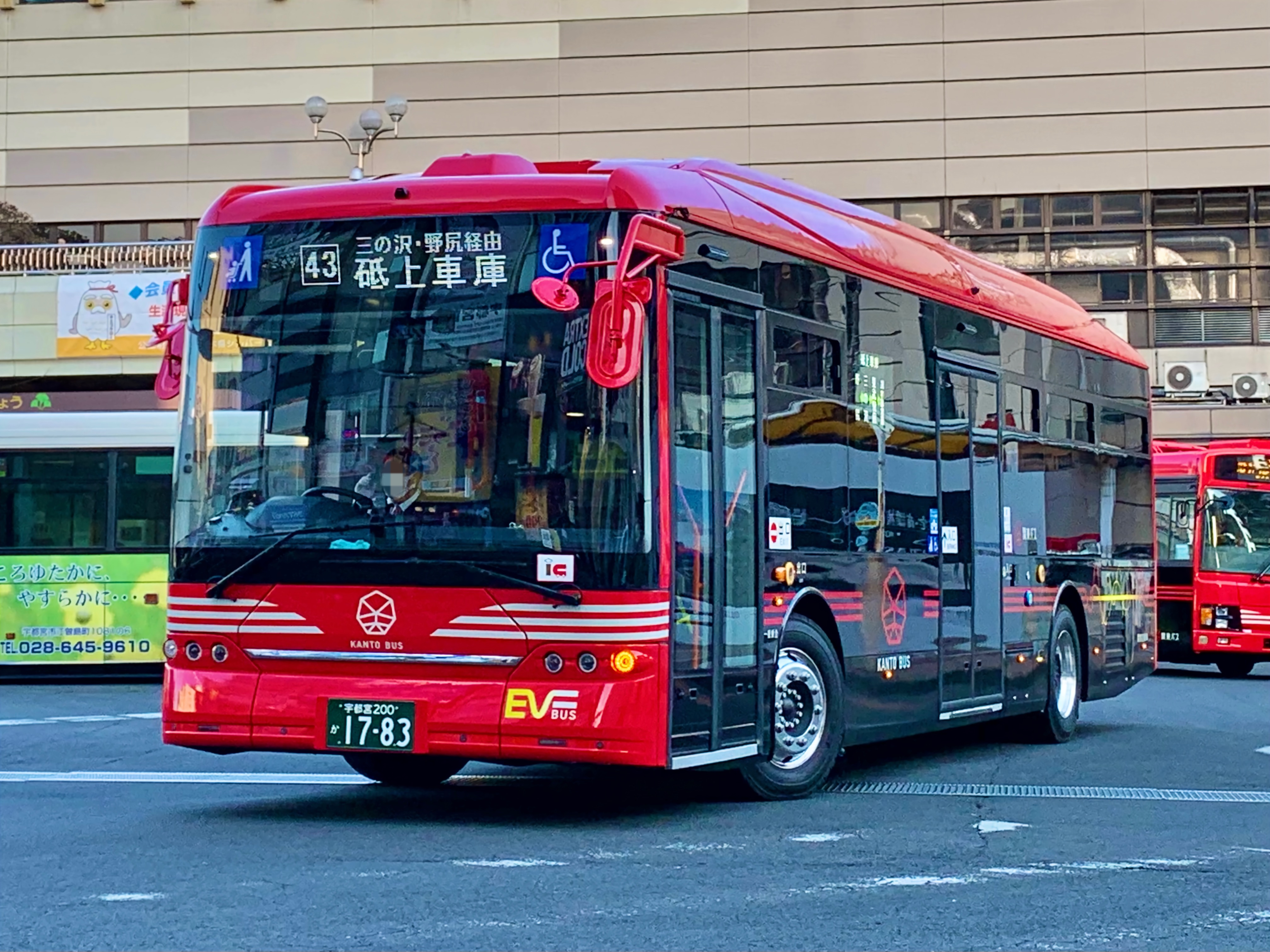
K8 2.0 日系規格的車

## 基本参数[1]
- 长×宽×高 (mm):10490*2500*3150

- 整备质量 (kg):12200

- 轴距 (mm):5000

- 离地间隙 (mm):≥140

- 最大爬坡度:≥15 %

- 最高车速 (km/h):69

- 车门 (个):2（双内摆）

- 续航里程 (km):≥370（中国典型公交工况）

- 座位数 (个):38+1

- 载客数 (人):86

## 事故

### 运行失控问题
比亚迪K8曾在多地出现过因刹车等故障而导致的追尾碰撞事故，因而引发社会对该车型安全性的质疑与批评。
2016年12月19日6点30分左右，在罗湖东湖公园门口，一辆3路公交车的比亚迪K8突然失控冲到马路对面，将在等红绿灯的路人撞倒。发生一起三车相撞的严重交通事故，造成四车受损，一人死亡。 
2017年9月20日上午7点50分，在西安三桥车辆厂十字路口，一辆236路公交车的比亚迪K8刹车失灵，径直撞向了正在等待红灯的10辆轿车。
2017年9月27日14时许，长沙公交一辆比亚迪K8沿岳麓大道由西往东行驶至银盆岭大桥西口时，与前方等候信号灯放行的车辆发生追尾碰撞，事故造成8车不同程度受损。事故发生后，售后工程师对事故车辆进行检查并认定车辆无任何质量问题，而是“驾驶员误将油门当刹车”，导致事故发生。但亦有人不认同这种说法，认为比亚迪的分析不能够令人信服，自相矛盾，是在推卸责任。

## 相關链接
- 比亞迪汽車 （页面存档备份，存于）